# Konbini
Pour le média en ligne, voir Konbini (site web).

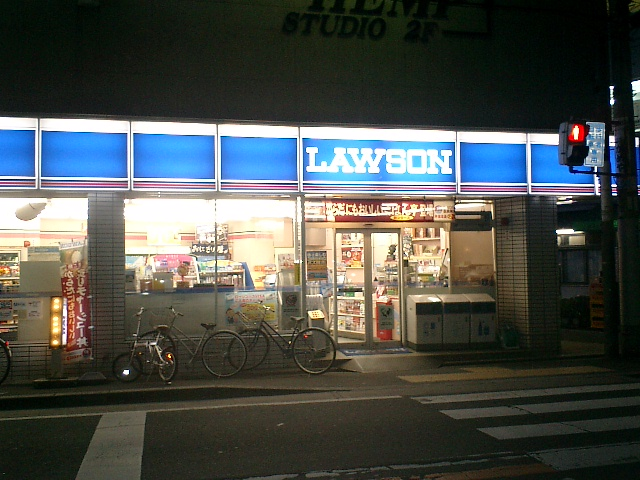
Konbini Lawson.

Au Japon, un konbini (コンビニ, parfois écrit kombini, combini ou conbini), abréviation de l'anglais convenience store (コンビニエンスストア, konbiniensu sutoa) est un commerce de proximité (ou une supérette) souvent ouvert 24 heures sur 24 et 7 jours sur 7.
Les konbini distribuent des produits de consommation courante (alimentation, boissons, presse, petite papeterie, produits ménagers, hygiène, etc.). Ils proposent de très nombreux services : distributeur automatique de billets, photocopie, bornes internet, envoi de fax, réservation de spectacles ou d'hôtels, relais de sociétés de vente par correspondance. On peut également y payer la plupart des factures : eau, gaz, électricité, téléphone, télévision.
On dénombre 55 637 en juin 2024 dans l'archipel. Il est donc possible d'en trouver pratiquement à chaque coin de rue dans les grandes villes mais sont également présents dans les petites villes et les zones rurales.
Les konbini proposent des aliments mais aussi des plats à emporter : oden, korokke, yakitori, karaage, nikujaga, nikuman, onigiri, nouilles instantanées, viennoiseries, salades, et même des bentō entiers. Les clients peuvent trouver sur place un four à micro-ondes pour réchauffer les plats et une bouilloire électrique pour les nouilles, ainsi que des baguettes, des couverts et des serviettes jetables. De plus en plus de magasins réservent des espaces avec des tables et des chaises pour que les clients puissent prendre leurs repas sur place.

## Histoire
Le premier konbini du Japon, « My Shop », ouvre en 1969,. Cependant, les Japonais sont peu familiers de ce type de magasin avant le début des années 1980 et le terme « konbini » lui-même n'entre pas en usage avant le milieu des années 1990. Au départ, il s'agit d'une importation d'un concept américain, le convenience store, par la chaîne de supermarchés Ito-Yokado. Cette dernière négocie au début des années 1970 une franchise avec la chaîne de convenience stores américaine 7-Eleven. La formule permet à Ito-Yokado de s'implanter dans les quartiers résidentiels où la loi japonaise limite la taille des bâtiments.
En 1974, l'archipel compte ainsi un millier de konbini. Toutefois, ils ne connaissent véritablement le succès qu'à partir de l'introduction, en 1978, des onigiri, un en-cas traditionnel japonais composé d'une boulette de riz enveloppée d'une algue. Celui-ci présente l'avantage d'être à la fois facile à préparer, peu onéreux, conforme aux habitudes de la clientèle japonaise et susceptible d'être décliné de multiples façons en faisant varier sa forme, son enveloppe ou sa garniture. L’onigiri thon-mayonnaise qui, introduit en 1983, compte parmi les plus populaires avec l’onigiri au saumon, en est un exemple.
D'autres produits, comme les oden, que Lawson commence à vendre en 1982, connaîtront aussi des innovations. Cette capacité à proposer de nouveaux produits est, avec un système de distribution efficace, l'un des principaux facteurs de la réussite des konbini. Le système point of sales (POS), introduit chez 7-Eleven en 1982, permet à chaque magasin de contrôler manuellement son inventaire, ses commandes et ses livraisons, qui ont lieu plusieurs fois par jour. L'ensemble est informatisé, ce qui permet à chaque distributeur et à ses fournisseurs d'évaluer le succès des produits et d'adapter leur production à partir de statistiques de ventes établies au jour le jour à l'échelle nationale. La compétition est rude : plus la densité de magasins appartenant à une même compagnie est élevée dans une zone, plus les livraisons sont rentables et la marque connue du public.
En 1991, Ito-Yokado rachète son franchiseur américain, Southland Corporation,. Le nombre de konbini augmente très rapidement : en 1995, ils sont presque 47 000. Entretemps, en 1993, après que l'usage a hésité entre plusieurs abréviations dans les années 1980, le terme lui-même est désormais bien établi dans le lexique populaire. En outre, à partir de 1987, de plus en plus de magasins offrent des services supplémentaires qui participent à leur succès : il devient possible de payer ses factures de téléphone, d'eau, de gaz ou d'électricité, d'envoyer un fax, de gérer son assurance automobile ou encore de régler un achat à distance depuis un konbini, ce à quoi s'ajoutent à partir de 1999 des distributeurs automatiques de billets.

## Marché
Parmi les chaînes de konbini, on peut citer 7-Eleven (Seven-Eleven), Lawson, FamilyMart, Sunkus, Circle K, am/pm, Daily Yamazaki, Ministop, Seiko Mart ou Coco Store. La plus importante est 7-Eleven (Seven & I Holdings), suivie par Lawson, FamilyMart/Coco et le groupe Circle K Sunkus. En 2016, le rachat de la société Uny qui gère les enseignes Circle K et Sunkus par FamilyMart fait de ce dernier la deuxième chaîne de konbini au Japon.
Ces chaînes proposent des produits alimentaires sous leur propre marque : Seven Premium pour Seven-Eleven, Ōkaasan Shokudō pour FamilyMart et Lawson Select pour Lawson.
En 2015, le chiffre d'affaires annuel des konbini était de plus de 10 000 milliards de yens (environ 87 milliards d'euros).

## Dans la littérature
Sayaka Murata se sert de son expérience de vendeuse de konbini pour son roman La Fille de la supérette.